# بخش مرکزی شهرستان سیریک
بخش مرکزی، یکی از بخش‌های شهرستان سیریک در استان هرمزگان ایران است. مرکز این بخش، شهر سیریک است.
این بخش، پیش‌تر بخش بیابان از توابع شهرستان میناب بود که در سال ۱۳۸۶ به بخش مرکزی شهرستان سیریک ارتقاء یافت.

## تقسیمات کشوری
- بخش مرکزی شهرستان سیریک 
  - دهستان بیابان
  - دهستان سیریک

شهرها: سیریک و گروک

## جمعیت
بر پایه سرشماری عمومی نفوس و مسکن در سال ۱۳۹۵، جمعیت بخش مرکزی شهرستان سیریک برابر با ۳۱٬۵۵۰ نفر بوده‌است.